# Рудни планини
Рудните планини (на немски: Erzgebirge; на чешки: Krušné hory) е планинска верига, простираща се на около 150 km по границата между Германия и Чехия, като по-голямата ѝ част е на германска територия и се явява северозападна „ограда“ на обширния Чешки масив. На югозапад, в района на чешкия град Аш ниска седловина го отделя от масива Фихтелгебирге, а на североизток каньоновидната долина на река Елба (Лаба) – от масива на Лужицките планини. Рудните планини представляват типичен хорст с къси и стръмни южни и дълги и полегати северни склонове. Планината е изградена основно от гнайси, гранити, филити и слюдести шисти. В по-голявата си част билото е предимно заравнено или хълмисто с отделно издигащи се базалтови остатъчни върхове (максимална височина – връх Клиновец, 1244 m) заети от пасища и торфища, а склоновете на планината са осеяни с дълбоко врязани гористи речни долини. Склоновете на височина 800 – 900 m са обрасли с гъсти смесени гори. От столетия в планината се копаят различни видове руди, поради което името им е Рудни планини. Експлоатират се големи находища на волфрам, бисмут, цинк и други метали. В подножията на планината (предимно южните) бликат мощни минерални извори. Изградени са и функционират множество зимни курорти. По северното им подножие, на германска територия са разположени градовете Плауен, Ауербах, Ауе, Цвикау, Кемниц, Фрайберг и др., а по южното (чешкото) – Хомутов, Мост, Теплице и др.